# Life Is Strange 2
Life Is Strange 2 est un jeu vidéo épisodique d'aventure, réalisé par Raoul Barbet et Michel Koch, scénarisé par Raoul Barbet, Michel Koch et Jean-Luc Cano, développé par Dontnod Entertainment et édité par Square Enix. Il est sorti sur PlayStation 4, Xbox One, Microsoft Windows et Linux. Le jeu met le joueur dans la peau d'un nouveau personnage. Un teaser sorti le 22 juin 2018 annonce le premier épisode pour le 27 septembre 2018. Le second épisode est sorti le 24 janvier 2019. L'épisode 3 est sorti le 9 mai 2019, l'épisode 4 le 22 août 2019, et l'épisode 5 le 3 décembre 2019.

## Synopsis
Sean Diaz, 16 ans, et son frère Daniel Diaz, 9 ans, ont grandi à Seattle avec leur père, Esteban Diaz. À la suite d'un événement tragique, Sean et Daniel sont contraints de fuir leur domicile familial et par la suite de quitter l'État afin de se rendre au Mexique. Ils souhaitent se rendre plus précisément à Puerto Lobos, ville natale de leur père. La vie sur la route est difficile et Sean va réaliser que ses décisions ont un impact sur sa vie et celle de son frère cadet.

## Trame

### Scénario

#### Épisode 1:Roads
Sean Diaz et Lyla Park se rencontrent chez Sean, à Seattle, pour discuter de l'organisation de la fête de Halloween qui se déroulera chez Eric cette nuit-là. Sean apprend que sa camarade de classe Jenn Murphy, pour qui il a le béguin, sera présente et Lyla essaie de le conseiller. Plus tard, le frère cadet de Sean, Daniel, est impliqué dans un conflit avec son voisin Brett Foster dans leur jardin, ce qui entraîne une bagarre entre Sean et Brett. Brett tombe sur une pierre qui percute sa colonne vertébrale. La police arrive pour évaluer la situation. Le père des frères, Esteban Diaz, court à l'extérieur pour intervenir et est abattu par le policier K. Matthews. Peu de temps après, une force mystérieuse ravage le quartier, et les frères s'évanouissent. Sean revient à lui et emmène Daniel loin de la scène dans la panique. Au cours des quatre jours suivants, les frères tentent de rejoindre la ville natale de leur père, Puerto Lobos, au Mexique. Les frères enchaînent les campings, un restaurant et une station-service dans laquelle que Sean se fait agresser et séquestrer par le propriétaire. Daniel l'aide à s'échapper et le duo rencontre Brody Holloway, un blogueur. Il les conduit plus au sud le long de la côte, leur loue une chambre dans un motel et leur donne assez d'argent pour acheter des billets de bus. Cette nuit-là, Sean et Daniel affrontent la réalité de la mort de leur père et ce que cela signifie pour leur avenir.

#### Épisode 2:Rules
Sean décide de risquer de se rendre dans la maison de leurs grands-parents maternels. Là, ils rencontrent un voisin d'à côté, Chris Eriksen, surnommé "Captain Spirit". Le lendemain matin, Sean se réveille seul dans la maison, ses grands-parents Claire et Stephen étant à l'église, et Daniel se trouvant chez Chris. Avant son départ, il a la possibilité d'utiliser son ordinateur portable pour consulter les réseaux sociaux ou appeler Lyla. Il rejoint Daniel et l'aperçoit en train d'utiliser ses pouvoirs pour faire flotter des blocs, ce qui le rend furieux. Avant qu'il ne puisse partir, il finit par rencontrer Charles Eriksen, le père de Chris, qui leur propose de l'accompagner au marché de Noël pour acheter un sapin de Noël à Chris. Bien qu'ils risquent de s'attirer des problèmes pour avoir enfreint les règles de leurs grands-parents et d'être repérés, Daniel parvient à le convaincre. Alors que Sean est au marché, il fait la connaissance de Cassidy, musicienne sans abri, qui voyage en train, et de son ami Finn et leur chien. Une fois de retour à la maison, Daniel demande à voir la vieille chambre de leur mère, Karen, puisque leurs grands-parents ne sont pas encore rentrés de l’église. À l'intérieur, ils trouvent beaucoup de boîtes de photos vides. Sean tombe sur une récente lettre adressée par Karen à ses parents. Leur mère veut les voir et demande qu'ils soient sauvés par Claire et Stephen. Peu de temps après, Claire et Stephen rentrent de l’église et les retrouvent dans la pièce. Avant que Claire n'ait le temps de les punir, Stephen crie d'en bas. Le placard de son bureau, qu’il a oublié de réparer, est tombé sur lui et Daniel a la possibilité d’utiliser ses pouvoirs pour le soulever. Le shérif finit par frapper à la porte, exigeant que Sean et Daniel soient arrêtés car ils auraient été repérés soit au marché, soit sur les réseaux sociaux si Sean s'est connecté à son compte, soit à cause de son appel à Lyla. N'ayant pas d'autre choix, ils doivent s'échapper en courant par la porte de derrière. Une fois qu'ils ont réussi à s'échapper, Sean décide qu'ils devraient s'en tenir à leur plan consistant à se rendre à Puerto Lobos, bien que Daniel veuille rendre visite à leur mère. Après avoir échangé des cadeaux de Noël, ils montent à bord d'un train.

#### Épisode 3:Wastelands
L'épisode commence avec un flashback, qui a lieu trois mois avant les incidents survenus dans l'épisode 1 : Sean allongé dans sa chambre à écouter de la musique jusqu'à ce que Daniel se faufile et vole quelque chose. Sean le voit partir et le poursuit. Après l'avoir trouvé caché dans la chambre d'Esteban Diaz, il le dispute avant qu'Esteban arrête le combat. Après le départ de Daniel, Esteban a une conversation de cœur à cœur avec Sean. Sean entre alors dans la chambre de Daniel et après avoir regardé divers objets dans la pièce, parvient à se réconcilier avec lui. Il est révélé que Daniel a pris la montre de Sean car Sean passait plus de temps avec ses amis qu'avec lui et ne lui avait pas acheté la montre qu'il lui avait promis. Sean laisse ensuite Daniel garder la montre, mettant fin au flashback. À la suite du flashback, on retrouve Sean et Daniel avec Cassidy et Finn, deux personnages qu'ils avaient rencontrés lors de leurs visite au marché de noël de Beaver Creek, ainsi que leurs camarades : Hannah, Penny, Ingrid, Jacob et Anders. Les deux frères ont, grâce à Finn, été autorisés à rester à leurs côtés dans un camping du comté de Humboldt où leur ont été assignés des emplois dans une ferme illégale de cannabis. Leur principal objectif étant de gagner assez d'argent pour se rendre au Mexique, plus précisément à Puerto Lobos. Cependant les choses vont se compliquer pour Sean qui dans cet épisode va devoir apprendre à gérer un Daniel rebelle qui démontre de plus en plus d’impatience quant à son pouvoir. Cette fois encore, la détermination des frères est mise à rude épreuve alors que de nouvelles amitiés créent des tensions entre eux et qu'ils explorent leurs personnalités propres.

#### Épisode 4:Faith
Après un brève rêve dans lequel Sean aperçoit son frère au bord de la falaise de cette même forêt qu'ils avaient tous deux traversée, et dans laquelle ils avaient campé dans l'épisode 1, Sean se réveille dans le Sacred Hope Hospital, les cheveux rasés et l'œil gauche couvert d'un bandage blanc, hôpital dans lequel il a été hospitalisé durant les deux mois qui ont suivi l'incident dans la ferme illégale du cannabis de Humboldt. Sean n'a qu'un seul objectif en tête : retrouver son frère Daniel porté disparu. Hors de question pour lui d'être enfermé dans un établissement pénitentiaire pour mineurs. Après un examens pour tester sa vue effectué par son infirmier, Joey Peterson, qui implique de suivre une lumière avec son œil droit et d'aligner deux stylos, un agent du FBI, Maria Elena Flores interroge Sean sur l'incident survenu chez Merrill et lui montre des photos de Finn, Cassidy, Merrill, Hannah et Penny. Elle lui pose des questions sur le braquage survenu dans la ferme de Merrill, et le questionne sur la personne qui aurait eu l'idée de ce braquage, en lui proposant des informations sur Daniel en échange de ses réponses. Cependant, après s'être absentée à la suite d'un appel, elle explique qu'elle n'a pas pu localiser Daniel, mettant Sean en colère. Lorsqu'elle quitte la chambre, Joey entre et continue de nettoyer son œil. Les soins administrés, Joey indique à Sean de porter attention à la serviette de toilette qu'il lui a apportée. Sean finit par y trouver son carnet de dessins. En le feuilletant il découvre que Daniel est avec Jacob à Haven Point au Nevada. Plus que rassuré, Sean y voit ici une chance de pouvoir retrouver son frère sain et sauf, et prévoit donc de s'échapper de l'hôpital. Plus tard dans la soirée, Sean met en œuvre son plan d'évasion pour retrouver son frère à "Haven Point". Mais ce qu'il ne sait pas c'est que son frère est devenu membre à part entière d'une église qui n'est autre que Havent Point, où il y est connu pour être le dénommé "Ange Daniel". Tout se complique alors lorsque Sean retrouve son frère mais que celui-ci ne désire pas quitter l'église, désignant l'établissement comme sa famille et incitant Sean à faire de même. Sean va devoir alors trouver un moyen de sortir son frère cadet de ce culte avec l'aide de sa mère Karen, qui réapparaît avec pour même objectif de retirer Daniel des griffes du révérend Lisbeth Fischer.

#### Épisode 5:Wolves
Après un séjour chez leur mère Karen au sein d'une communauté dans l'Arizona, l'heure est venue pour Sean et Daniel de franchir le mur qui les sépare du Mexique. Une décision finale difficile et le niveau de moralité de Daniel détermineront le destin des deux frères dans le futur...

## Personnages

### Sean Diaz
Sean Diaz est le personnage principal du jeu. Jeune adolescent de 16 ans, il est contraint de fuir sa maison avec son petit-frère Daniel Diaz à la suite d'une altercation policière menant à la mort de leur père et au réveil des pouvoirs télékinésiques de Daniel. Sean devant échapper à la police, il décide avec Daniel de partir refaire leur vie au Mexique. Pendant l'ensemble du jeu, les deux frère voyagent à travers les États-Unis tandis que Sean déterminera sa moralité et celle de Daniel. Dans l'épisode 2, les frères Diaz vont se réfugier chez leurs grands-parents en Oregon mais ils seront à nouveau contraint de fuir lorsque la police les retrouve. Au cours de l'épisode 3, Sean et Daniel sont accueillis dans une plantation de cannabis, où ils se lient d'amitié avec un groupe de marginaux. Sean peut alors entamer une romance avec Cassidy ou Finn, deux membres des marginaux et amis des deux frères. À la fin de l'épisode 3, Sean se retrouve éborgné, à la suite d'une tentative de vol de leur employeur qui vira au désastre. Après de multiples péripéties, Sean retrouve Karen, sa mère qui l'avait abandonné afin de sauver Daniel, qui s'est fait embrigadé dans une secte. Dans l'épisode 5, Sean finit par atteindre la frontière mexicaine avec Daniel. À la fin du jeu, Sean est obligé de choisir entre se rendre à la police ou atteindre le Mexique par la force.
Si Sean à une moralité haute, il est arrêté par la police s'il se rend. Sean passera les quinze années suivantes en prison et ressortira brisé de son incarcération, ce qui mènera à une séparation en bon terme avec Daniel lors d'une randonné en forêt. Si Sean choisit de forcer le barrage de police, Daniel se rendra à la police contre l'avis de Sean. Les deux frères vivront séparément mais Sean coulera des jours heureux au Mexique avec Cassidy ou Finn.
Si Sean a une moralité basse et qu'il choisit de se rendre, Daniel ne l'entendra pas de cette oreille et tentera tout de même de foncer dans le tas. Ce choix amènera à la mort de Sean d'une balle dans la gorge. Si Sean refuse de se rendre, les deux frères forceront le passage mais réussiront à entrer au Mexique. Sean et Daniel tomberont dans la criminalité avec l'aide des pouvoirs de Daniel et resteront unis par leur lien fraternel.

### Daniel Diaz
Le petit-frère de Sean et second personnage principal du jeux. Au début de l'histoire, Daniel est confronté à la mort de son père à cause d'une bavure policière, cet évènement a pour résultat d'éveiller ses pouvoirs télékinésiques, forçant les deux frères à fuir vers le Mexique. Pendant toute l'aventure, Sean peut déterminer la moralité de Daniel via ses choix et vis-à-vis de ses pouvoirs. Durant l'épisode 2, Daniel se lie d'amitié avec le jeune Chris Eriksen, est accueilli par ses grands-parents et par un groupe de marginaux dans l'épisode 3. Il se retrouve également embrigadé dans une secte pendant l'épisode 4.
À la fin du jeu, si Daniel a une moralité haute et que Sean décide de se rendre à la police, Daniel vivra chez ses grands-parents pendant les quinze années suivantes. Daniel s'épanouira dans sa vie et accueillera Sean lors de sa sortie de prison quinze ans plus tard. Si Sean refuse de se rendre, Daniel refusera d'utiliser ses pouvoirs contre la police et décidera de se rendre, contre l'avis de son frère. Six ans plus tard, Daniel vivra chez ses grands-parents sous surveillance de la police, mais il continuera de recevoir des lettres de la part de Sean, en provenance du Mexique.
Si Daniel à une moralité basse et que Sean choisit de se rendre, Daniel refusera et décidera de forcer le passage en tuant les agents de police. Ce choix aura pour résultat de mener à la mort de Sean. Daniel entrera donc au Mexique, où il entamera une vie de criminel froid et solitaire à l'aide de ses pouvoirs. Si Sean refuse de se rendre, les deux frères parviendront à entrer au Mexique où il deviendront un duo de criminels avec un lien fraternel indéfectible.

### Esteban Diaz
Esteban Diaz est le père de Sean et Daniel. Immigrant d'origine mexicaine, après que lui et ses fils furent abandonnés par Karen, la mère des enfants, il élève seul ses deux fils. Des années plus tard, ses fils sont confronté à une intervention policière musclée. Durant cet évènement, Esteban tente de raisonner le policier mais il est abattu par ce dernier. Pendant le reste de l'intrigue, il apparaît dans les flash-backs de Sean où il affirme à Sean qu'il doit être prêt à tout pour son petit frère.

### Lyla Park
Meilleure amie de Sean avec lequel elle traîne tout le temps. Au cours de l'histoire et si Sean l'appelle plusieurs fois, elle refusera de dénoncer Sean et Daniel à la police. Néanmoins, cette fuite l'affectera beaucoup mentalement. À la fin du jeu, si Sean s'est rendu à la police avec une moralité haute, et a gardé le contact avec elle, Lyla accueillera Sean lors de sa sortie de prison.

### Brody Holloway
Militant itinérant à travers les États-Unis et rédigeant un blog sur les rencontres qu'il fait pendant ses voyages, il rencontre les frères Diaz lors de leur escale dans une station-service de l'Oregon. Brody aide notamment les deux frères à s'enfuir de cette même station-service à la suite de la séquestration de Sean. Après cet évènement, il laisse les deux jeunes frère dans un motel et encourage Sean à faire tout ce qu'il faut pour le bien de Daniel.

### Claire et Stephen Reynolds
Claire et Stephen Reynolds sont les grands-parents maternels de Sean et Daniel. Au cours de l'histoire, ils accueillent leurs petits-fils afin rester chez eux, le temps que la situation se calme. Pendant le séjour de Sean et Daniel, Stephen soupçonne l'existence des pouvoirs de Daniel et interroge Sean par rapport à cela. Plus tard, les frères découvrent que Claire et Stephen ont gardé le contact avec Karen, la mère de Sean et Daniel qui les a abandonné dans leur jeunesse. Sean et Daniel confrontent alors leurs grands-parents par rapport à cette découverte mais pendant la dispute, Stephen se fait écraser par la commode de son bureau. Sean peut alors recourir aux pouvoirs de Daniel pour aider Stephen, où ne pas utiliser les capacités de Daniel. Immédiatement après, Sean et Daniel sont à nouveau contraint de fuir lors de l'arrivée de la police à la résidence des Reynolds. À la fin du jeu et si Sean a une moralité haute, Claire et Stephen recueilleront et élèveront Daniel chez eux. De plus, ils garderont le contact avec Sean, peu importe qu'il soit en prison ou au Mexique. Claire et Stephen n'apparaissent pas dans les fins où Sean et Daniel ont une moralité basse.

### Chris Eriksen
Chris est un jeune garçon à l'imagination débordante et voisin des Reynolds. Chris perd sa mère deux ans avant le début de l'histoire et vit donc avec son père, qui souffre de problèmes d'alcoolisme. Il rencontre les frères Diaz alors qu'il chutait du haut d'un arbre. Il en résulte que Daniel le sauve par réflexe en utilisant ses pouvoirs, ce qui amène Chris à croire qu'il possède des supers-pouvoirs. Après cet évènement, Chris se lie d'amitié avec Daniel et joue souvent avec lui. En fonction des choix et de la moralité de Sean et Daniel, il peut lui être révélé que ces phénomènes surnaturels venaient de Daniel, et non de lui. Aussi, Chris peut toujours croire qu'il possède des supers-pouvoirs. À la fin de l'épisode 2, Chris peut se faire renverser par une voiture de police, être secouru par l'intervention de Daniel ou faire diversion pour aider les deux frères à s'enfuir. Si à la fin du jeu, Sean et Daniel ont une moralité haute, Chris deviendra le meilleur ami de Daniel pendant toute leur enfance et adolescence.

### Cassidy
Jeune femme appartenant à un groupe de marginaux, elle rencontre Sean pour la première fois pendant l'épisode 2. Dans l'épisode 3, Cassidy et son groupe accueillent les frères Diaz dans une plantation de cannabis en Californie. Tout au long de l'épisode 3, Cassidy peut se rapprocher de Sean si ce dernier se range de son côté et est amical avec elle. Plus tard, lors de la découverte des pouvoirs de Daniel par les marginaux, Finn propose à Sean et Cassidy d'utiliser les pouvoirs de Daniel afin de voler Merrill, l'employeur des frères Diaz et des marginaux. Si Sean refuse, il pourra entamer une romance avec Cassidy. Elle proposera alors à Sean de lui faire un tatouage. Après cela, Cassidy ira se baigner dans un lac avec Sean et pourra l'embrasser s'il s'est suffisamment rapproché d'elle. De plus, et si Sean a refusé catégoriquement de se joindre au plan de Finn, Cassidy invitera Sean dans sa tente pour coucher avec lui, lui faisant ainsi perdre sa virginité. Après leurs ébats, Cassidy et Sean sont contraints de se rendre chez Merril afin d'empêcher Finn et Daniel de voler leur patron. Pendant cette altercation chez Merril, l'ensemble de la bande d'amis sont blessés et arrêtés par la police. Pendant l'épisode 4, Cassidy envoie une lettre où elle lui exprime sa volonté de le revoir un jour. À la fin du jeu, si Sean atteint le Mexique avec une moralité haute et a romancé Cassidy, il sera montré que Cassidy est restée en couple avec Sean au Mexique pendant les six années suivantes. Cassidy n'apparait pas dans les autres fins du jeu.

### Finn McNamara
Jeune homme faisant partie du même groupe de marginaux que Cassidy. Finn rencontre Sean et Daniel pour la première fois pendant l'épisode 2. Durant l'épisode 3, le groupe de Finn accueille les frères Diaz dans une plantation de cannabis en Californie. Finn semble développer une bonne relation avec Daniel, que Finn voit comme un petit frère. Si Sean est amical avec Finn et se range de son côté, il peut débuter une romance avec lui. Après la découverte des pouvoirs de Daniel par les marginaux, Finn propose à Sean de braquer Merril, leur patron, en utilisant les pouvoirs de Daniel. Si Sean accepte, il pourra progressé dans sa romance avec Finn et l'embrasser avant le début du casse. Cependant, le vol vire au désastre et Finn peut être tué en fonction des choix et de la moralité de Sean et Daniel. Pendant l'épisode 4 et si Finn a survécu, Sean le retrouvera à l'hôpital pendant son évasion. Finn s'excusera devant Sean par rapport à ce braquage raté. Sean peut lui pardonner ou refuser ses excuses. Si Sean a embrassé Finn, lui a pardonné et a atteint le Mexique sans Daniel, il sera montré que Finn et Sean se sont mis en couple pendant les six années suivantes.

### Jacob Hackerman
Jacob, de son surnom "Jake", est un des membres du groupe de marginaux qui accueillent Sean et Daniel. Pendant sa jeunesse, il grandit dans une secte avec ses parents et sa sœur, Sarah Lee. Jack fuit la secte après avoir été rejeté pour son homosexualité et son manque de foi. Il rejoint plus tard les marginaux, et travaille avec eux dans une plantation de cannabis. Plus tard, Jack découvre les pouvoirs de Daniel et semble être troublé par cette découverte. Après l'échec du vol de l'argent de Merril, Jack aide Daniel à échapper à la police en l'embarquant à Haven Point, la secte où Jack a grandi. Néanmoins, Jack regrette quasi immédiatement cette décision et recontacte Sean afin de libérer Sarah Lee et Daniel. Une fois sa sœur sauvée, Jack fait ses adieux aux frères Diaz et ne les verra plus jamais.

### Jonathan Merril
Jonathan Merril est un trafiquant de cannabis en Californie, qui emploie les frères Diaz et un groupe de marginaux pendant l'épisode 3. Au cours de cet épisode, il menace notamment Sean de le virer si jamais il surprend encore Daniel à fouiner là où il ne devrait pas. Cependant le lendemain, il surprend à nouveau Daniel, ce qui l'amène à virer les Diaz de sa plantation. Dans la soirée, Merril surprend Sean, Daniel, Finn et Cassidy en train de voler son argent. Merril tente alors de tuer les Diaz et les deux marginaux. En fonction des choix et de la moralité de Sean et Daniel, Merril peut être tué ou blessé par les pouvoirs de Daniel. Si Merril est en vie, il sera arrêté et interrogé par la police.

### Joey Peterson
Joey est un infirmier qui s'occupe de Sean pendant son hospitalisation au début de l'épisode 4. D'un caractère très amical, il aide Sean à guérir de ses blessures. Un soir, alors que Sean tente de s'enfuir de l'hôpital pour retrouver Daniel, il peut tenter de convaincre Joey pour l'aider à partir, ou l'assommer.

### Maria Elena Flores
Une agent du FBI qui poursuit Sean et Daniel au cours de l'histoire. Au début de l'épisode 4, Flores interroge Sean sur son lit d'hôpital concernant les évènements du vol chez Merril et la disparition de Daniel. À la fin de l'épisode 5, Flores sera présente au côté de la police pour arrêter les frères Diaz à la frontière mexicaine. Si Sean et Daniel décident de se rendre et ont une moralité haute, Flores fera menotté Sean, tandis que Daniel sera envoyé chez ses grands-parents. Si Sean refuse de se rendre, Flores capturera uniquement Daniel et le mettra sous bracelet électronique. Si Sean et Daniel ont une moralité basse et qu'ils refusent de se rendre, Flores sera tuée par Daniel.

### Lisbeth Fischer
Lisbeth Fischer est la cheffe d'une secte nommée Haven Point, au Nevada. Pendant l'épisode 4 et après les incidents de l'épisode 3, Fischer récupère Daniel dans sa secte, grâce au retour peu judicieux de Jacob à Haven Point, là où il a grandi. Fischer utilise alors les pouvoirs de Daniel pour en faire un prophète afin de développer encore plus la puissance de son culte. Trois semaines plus tard, Sean réussit à retrouver Daniel auprès de Fischer. Néanmoins, Daniel est endoctriné par Fischer et refuse donc de suivre son frère. Par la suite, Sean et Karen, la mère des frères Diaz, parviennent à entrer à nouveau dans l'église de la secte où ils confrontent Fischer accompagnée de Daniel. Sean réussit à convaincre son frère de revenir mais cet évènement provoque un incendie dans le bâtiment. En fonction de la moralité de Sean et Daniel, le destin de Fischer peut varier. Si Sean et Daniel ont une moralité haute, Fischer sera épargnée et assistera impuissante à la destruction de sa secte. Si Sean et Daniel ont une moralité basse, Fischer peut être tuée par les pouvoirs de Daniel ou abattue par Sean.

### Karen Reynolds
Karen Reynolds est la mère de Sean et Daniel. Avant le début de l'histoire, Karen abandonne son mari et ses deux enfants sans explication, ce qui provoque un fort ressentiment envers elle pour Sean, et un manque de figure maternelle pour Daniel. Pendant l'épisode 2, Sean et Daniel découvrent que Karen a demandé à ses parents, Claire et Stephen, d'héberger leurs petits-fils pendant leur cavale. Pendant l'épisode 4, Sean retrouve sa mère après avoir été chassé par la secte qui retient Daniel. Plus tard dans un motel, Sean demande à Karen pourquoi elle a abandonné ses fils et son mari. Karen lui explique alors qu'elle ne s'était jamais sentie à sa place dans le rôle d'un mère de famille et que c'est pourquoi elle a quitté son ancienne vie et qu'elle a renoué le contact avec Sean pour sauver Daniel. Sean peut se montrer compréhensif vis-à-vis de Karen ou au contraire, refuser catégoriquement de pardonner à Karen. Néanmoins, Sean et Karen s'accordent tout de même sur le fait qu'ils doivent se faire confiance pour sauver Daniel de la secte. Pendant l'épisode 5 et après la libération de Daniel, Karen et ses fils partent se réfugier à Away, une communauté où Karen vit. Pendant les sept semaines suivantes, Karen se rapproche beaucoup de Daniel tandis que Sean semble resté distant. Pendant l'épisode 5, Sean peut ensuite choisir de se rapprocher de Karen ou non. Plus tard, lors du départ des frères Diaz de Away, Karen fait diversion près de la frontière mexicaine afin que ses fils puissent éviter la police. À la fin du jeu, si Sean a une moralité haute et se rend à la police, Karen accueillera Sean lors de sa sortie de prison, quinze ans plus tard. Si Sean refuse de se rendre et a une moralité haute, Karen restera en contacte avec Daniel, qui lui téléphone souvent.

### David Madsen
Ami de Karen dans la communauté de Away, il est le seul personnage à apparaître dans tous les jeux de la franchise, excepté Life Is Strange : True Colors. Avant les évènements du jeu, il était marié et avait une mauvaise relation avec Chloe Price, sa belle-fille et l'un des deux personnages principaux de Life Is Strange. Si dans Life Is Strange, la ville d'Arcadia Bay a été sauvée, David divorce avec sa femme et s'établit ensuite à Away pour refaire sa vie. David semble alors exprimer des regrets pour ne pas avoir su s'entendre avec Chloe avant sa mort. Si Arcadia Bay est détruite, David est veuf. Pendant l'épisode 5 de Life is Strange 2, David discute plusieurs fois avec Sean concernant la difficulté du devoir parental, en mentionnant notamment sa relation avec Chloe. Si Chloe a survécu dans Life Is Strange, on apprend que David s'est rabiboché avec elle et qu'il continue de garder le contacte avec sa belle-fille.

## Développement
En août 2015, peu après la sortie du troisième épisode de Life is Strange, Luc Baghadoust et Michel Koch, respectivement producer et co-game director, laissent entendre la possibilité d'une seconde saison, qui pourrait se dérouler dans un autre univers et avec d'autres personnages. Le 27 juillet 2016, Square Enix annonce officiellement qu'une série en live-action est en préparation, qu'elle sera développée par Legendary Pictures et uniquement disponible au format numérique. Le 18 mai 2017, Dontnod Entertainment confirme que le développement d'une suite est en cours,.
Lors de la conférence Xbox au salon E3 2017, Square Enix annonce également la sortie d'une préquelle nommée Life Is Strange: Before the Storm. Celle-ci est développée par Deck Nine Games en parallèle de la seconde saison, et comptabilise un total de 3 épisodes dont le premier, sorti le 31 août 2017, ainsi qu'un épisode bonus nommé « Adieux », où le joueur pourra incarner Max Caulfield, la protagoniste de la saison 1.
Un spin-off sort le 25 juin 2018 Les Aventures extraordinaires de Captain Spirit qui est en lien direct avec Life Is Strange 2 (les choix faits dans ce jeu auront des conséquences a parti de épisode 2 de Life Is Strange 2) 
C'est dans un communiqué du 29 novembre 2018 que Dontnod annonce la date de lancement de l'épisode 2 des aventures de Sean et Daniel Diaz, qui est sorti le 24 janvier 2019.

## Musique
| numéro | Titre                 | Auteur         | temps |
| ------ | --------------------- | -------------- | ----- |
| 1.     | Parade                | Rone           | 6:21  |
| 2.     | Moon And Moon         | Bat For Lashes | 3:08  |
| 3.     | Lisztomania           | Phoenix        | 4:01  |
| 4.     | On the Flip of a Coin | The Streets    | 3:20  |
| 5.     | No Woman              | Whitney        | 3:57  |
| 6.     | Banquet               | Bloc Party     | 3:21  |
| 7.     | Red                   | Mt. Wolf       | 3:36  |
| 8.     | I Found a Way         | First Aid Kit  | 4:13  |
| 9.     | Death With Dignity    | Sufjan Stevens | 3:59  |
| 10.    | On Melancholy Hill    | Gorillaz       | 3:53  |
| 11.    | Natalie               | Milk & Bone    | 4:34  |
| 12.    | I'm Willing           | Ben Lee        | 4:01  |
| 13.    | D.A.N.C.E             | Justice        | 4:02  |
| 14.    | Meaning               | Cascadeur      | 4:15  |

## Accueil
En fin novembre 2019,il est nommé dans une catégorie de la cérémonie The Game Awards:
-Jeu ayant le meilleur impact: Nommé
| Épisode 1 : Roads | Épisode 1 : Roads                             |
| ----------------- | --------------------------------------------- |
| GameRankings      | 85,50 % (PC) 84,15 % (PS4) 87,50 % (Xbox One) |
| Metacritic        | 81/100 (PC) 82/100 (PS4) 80/100 (Xbox One)    |

- Canard PC : 7/10 (ép. 1)[8]